# Eraclide Critico
Eraclide Critico (in greco antico: Ἡρακλείδης?; Atene, metà III secolo a.C. – ...) è stato uno storico e viaggiatore greco antico.

## Biografia
Di Eraclide non abbiamo notizie esterne e si presuppone, in base a quanto scrive nella sua opera, che fosse di Atene e vissuto intorno alla metà del III secolo a.C..

## Opere
Dell'opera di Eraclide, Sulle città della Grecia, abbiamo tre lunghi frammenti attribuiti a Dicearco nei manoscritti. Nel primo frammento, Eraclide si sofferma ampiamente nel descrivere Atene, di cui evidenzia monumenti e stato presente a livello socio-economico, per poi descrivere, in modo più succinto, la Beozia - con particolare riferimento a Tebe - e l'Eubea. Il secondo frammento si sofferma sulla Tessaglia 0e, più in particolare, sulla regione del monte Pelio, mentre nell'ultimo brano, dopo aver parlato del termine Hellàs e del suo significato originario, Eraclide conclude dicendo che, poiché il nome designava in origine una parte della Tessaglia, si deve concludere non che esso continui a indicare solo quella subarea, ma, piuttosto, che bisogna includere la Tessaglia nel più generale contesto ellenico.
Questi stralci di periegesi ellenistica, che di fatto sono i più lunghi a testimoniare la nascita del genere già nel periodo alessandrino, sono notevoli perché riflettono «il punto di vista di un uomo ben educato con una buona educazione retorica», visibile nel dettato limpido e nei riecheggiamenti da autori attici.